# Bullet Journal

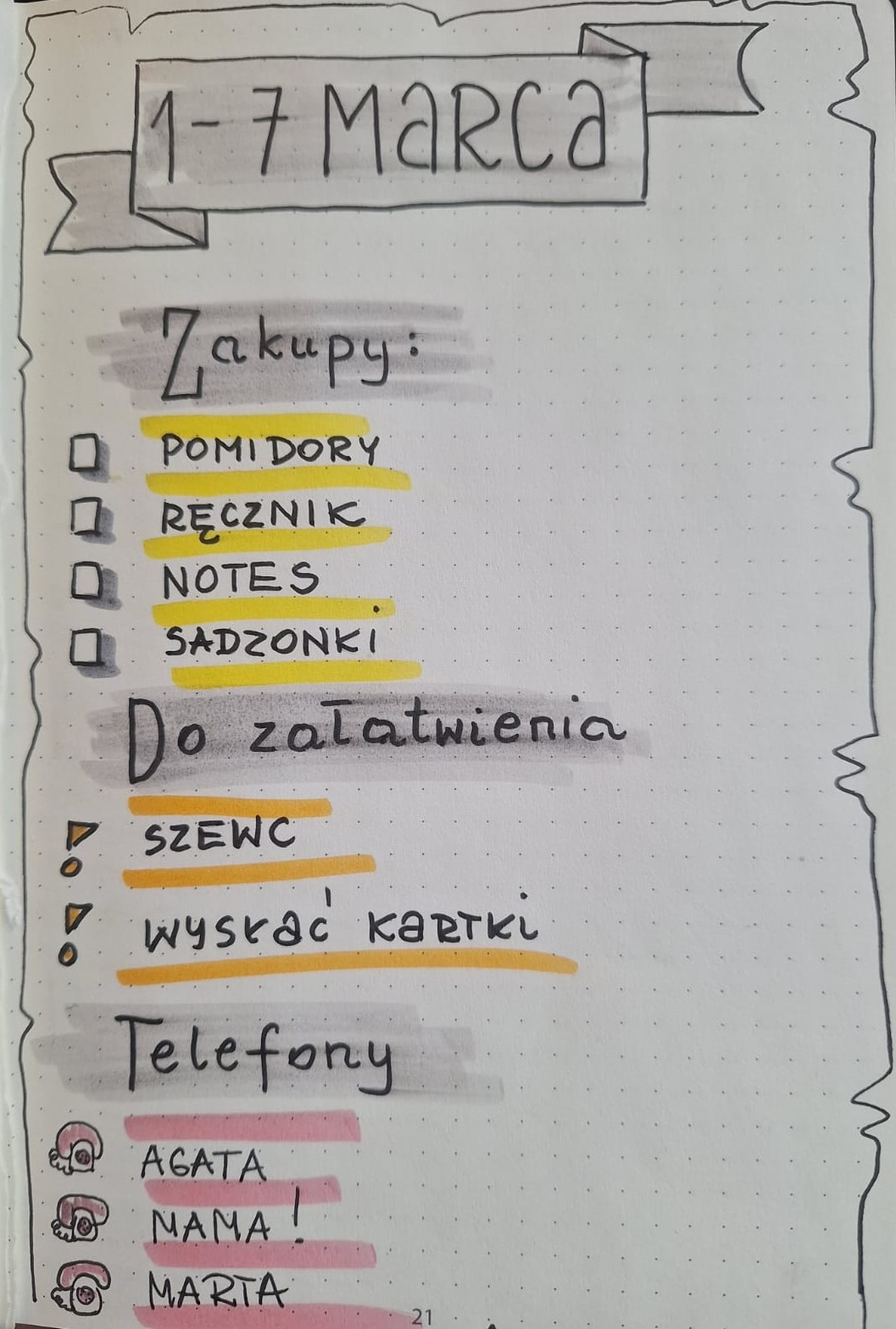
przykład notatki w bullet journal

Bullet Journal to metoda organizacji opracowana przez Rydera Carolla. System ten składa spersonalizowane harmonogramy, listy zadań, przypomnienia, burze mózgów w jednym notatniku. Nazwa Bullet Journal wzięła się od wypisywania punktów (bullet points)  Po raz pierwszy udostępniony publicznie w 2013 roku, stał się popularną metodą, przyciągając znaczną uwagę na Kickstarterze, Instagramie, Facebooku, YouTube i Pintereście.

## Historia
Ryder Carroll zaczął szukać prostej metody organizacji osobistej na studiach pod koniec lat 90. W dzieciństwie zdiagnozowano u niego zaburzenia koncentracji i chciał on stworzyć system, który pomógłby mu „pokonać trudności w uczeniu się”.  Zanim ukończył college, opracował metodę Bullet Journal. Znajomy zachęcił go do podzielenia się swoją metodą i zaczął udostępniać ją online w 2013 roku. Przyciągnęła ona uwagę w mediach społecznościowych, zarabiając 80 000 dolarów z funduszy Kickstarter, aby w krótkim czasie stworzyć scentralizowaną społeczność użytkowników online. Był tematem ponad 3 milionów postów na Instagramie do grudnia 2018 roku. Na metodę wpłynęło doświadczenie Carrolla jako projektanta aplikacji, stron internetowych i gier, a także jego zainteresowanie scrapbookingiem. 
Carroll wygłosił przemówienie TED na temat dzienników punktowych podczas imprezy TEDxYale 2017, zatytułowanej „How to declutter your mind - keep a journal”. Carroll opublikował również książkę o systemie, The Bullet Journal Method, w 2018 roku.